# اچ‌ام‌اس ئی۴
اچ‌ام‌اس ئی۴ (به انگلیسی: HMS E4) یک زیردریایی بود که طول آن ۱۷۸ فوت (۵۴ متر) بود. این زیردریایی در سال ۱۹۱۲ ساخته شد.